# Saint-Maudez
Saint-Maudez is een gemeente in het Franse departement Côtes-d'Armor, in de regio Bretagne. De plaats maakt deel uit van het arrondissement Dinan.

## Geografie
De oppervlakte van Saint-Maudez bedraagt 5,0 km².
De onderstaande kaart toont de ligging van Saint-Maudez met de belangrijkste infrastructuur en aangrenzende gemeenten.

## Demografie
Onderstaande figuur toont het verloop van het inwonertal (bron: INSEE-tellingen). 

1. ↑  Populations de référence 2022.